# Otto Männel
Otto Männel (27 de junho de 1886 — 9 de março de 1962) foi um ciclista alemão que competia em provas de estrada.

## Carreira
Representando o seu país, Männel participou em duas competições de ciclismo nos Jogos Olímpicos de Verão de 1912, realizados em Estocolmo, na Suécia.